# モンテ・サン・ヴィート
モンテ・サン・ヴィート（伊: Monte San Vito）は、イタリア共和国マルケ州アンコーナ県にある、人口約6,700人の基礎自治体（コムーネ）。

## 地理

### 位置・広がり
アンコーナ県のコムーネ。県都・州都アンコーナから西へ20kmの距離にある。

#### 隣接コムーネ
隣接するコムーネは以下の通り。
- キアラヴァッレ
- イェージ
- モンサーノ
- モンテマルチャーノ
- モッロ・ダルバ
- サン・マルチェッロ
- セニガッリア

### 気候分類・地震分類
モンテ・サン・ヴィートにおけるイタリアの気候分類 (it) および度日は、zona D, 1870 GGである。
また、イタリアの地震リスク階級 (it) では、zona 2 (sismicità media) に分類される。

## 行政

### 分離集落
モンテ・サン・ヴィートには、以下の分離集落（フラツィオーネ）がある。
- Borghetto, Le Cozze, Santa Lucia